# Čchin Ťiou-šao
Čchin Ťiou-šao (čínsky pchin-jinem Qín Jiǔsháo, znaky 秦九韶, asi 1201 C’-jang – 1261), zdvořilostním jménem Tao-ku (čínsky pchin-jinem Daogu, znaky 道古) byl čínský matematik z říše Sung.
Jeho nejvýznamnějším dílem bylo Matematické pojednání v devíti kapitolách sepsané v roce 1247. Objevuje se zde poprvé obecně popsaná Čínská věta o zbytcích včetně konstruktivního důkazu a také Heronův vzorec, který byl v čínském světě následně znám jako vzorec Čchina Ťiou-šaa.
Kromě toho uvedl do čínské matematiky symbol pro nulu a dokázal řešit některé polynomiální rovnice pomocí metody odvozené od Hornerova schématu.
Ve velkém se věnoval i politice, ve které dokázal dosáhnout značného majetku, i když byl několikrát zbaven funkce pro obvinění z úplatkářství a otrávení nepřátel.